# 弗羅倫斯 (路易斯安那州)
弗羅倫斯（英語：Florence）是位於美國路易斯安那州聖瑪麗堂區的一個非建制地區。

## 地理
弗羅倫斯所處的海拔為高於海平面1米（即3英呎），而該地所採用的時區為UTC-6，即北美中部時區（CST）。同時該地設有夏令時間，為UTC-6調快一小時，即UTC-5（CDT）。